# Miguel Itzigsohn
| Odkryte planetoidy: 15 | Odkryte planetoidy: 15 |
| ---------------------- | ---------------------- |
| (1569) Evita           | 3 sierpnia 1948        |
| (1571) Cesco           | 20 marca 1950          |
| (1581) Abanderada      | 15 czerwca 1950        |
| (1582) Martir          | 15 czerwca 1950        |
| (1588) Descamisada     | 27 czerwca 1951        |
| (1589) Fanatica        | 13 września 1950       |
| (1596) Itzigsohn       | 8 marca 1951           |
| (1608) Muñoz           | 1 września 1951        |
| (1684) Iguassú         | 23 sierpnia 1951       |
| (1688) Wilkens         | 3 marca 1951           |
| (1779) Paraná          | 15 czerwca 1950        |
| (1800) Aguilar         | 12 września 1950       |
| (1801) Titicaca        | 23 września 1952       |
| (1821) Aconcagua       | 24 czerwca 1950        |
| (1970) Sumeria         | 12 marca 1954          |

Miguel Itzigsohn (1908–1978) – argentyński astronom.
Urodził się w Belgii, ale gdy miał zaledwie rok, wyemigrował wraz z rodziną do Argentyny. Zajmował się mechaniką nieba, obserwacjami planetoid (w latach 1948–1954 odkrył ich 15) i komet. W latach 1955–1972 kierował uniwersyteckim obserwatorium astronomicznym w La Placie. Był także pasjonatem szachów, wziął udział w wielu turniejach na poziomie lokalnym i krajowym.
W uznaniu jego pracy jedną z odkrytych przez niego planetoid nazwano (1596) Itzigsohn.